# ماسيميليانو بوسيلاتو
ماسيميليانو بوسيلاتو (بالإيطالية: Massimiliano Busellato) (23 أبريل 1993 بباسانو دل غرابا في إيطاليا - ) هو لاعب كرة قدم إيطالي في مركز الوسط. شارك مع منتخب إيطاليا تحت 19 سنة لكرة القدم ومنتخب إيطاليا تحت 20 سنة لكرة القدم ومنتخب إيطاليا تحت 21 سنة لكرة القدم ومنتخب إيطاليا لكرة القدم للدرجة الثانية ‏. أما مع النوادي، فقد لعب مع نادي ترنانا ونادي سيتاديلا.

## وصلات خارجية
- ماسيميليانو بوسيلاتو على موقع قاعدة بيانات كرة القدم.إي يو (الإنجليزية)
- ماسيميليانو بوسيلاتو على موقع Soccerway.com (الإنجليزية)
- ماسيميليانو بوسيلاتو على موقع عالم كرة القدم.نت (الإنجليزية)